# Titularbistum Cynopolis in Aegypto
Cynopolis in Aegypto (ital.: Cinopoli di Egitto) ist ein Titularbistum der römisch-katholischen Kirche.
Es geht zurück auf ein untergegangenes Bistum der antiken Stadt Kynopolis in Unterägypten.
| Titularbischöfe von Cynopolis in Aegypto |                           | |                |                  |
| Nr.                                      | Name                      | Amt | von            | bis              |
| 1                                        | Jakob Eich OSFS           | Apostolischer Koadjutorvikar von Great Namaqualand Apostolischer Vikar von Great Namaqualand (Namibia) | 21. April 1942 | 4. Februar 1947  |
| 2                                        | Joseph Gerald Holland SMA | emeritierter Bischof von Keta (Ghana)                                                                  | 7. Mai 1953    | 7. Dezember 1970 |